# 윌리엄 이턴
윌리엄 이턴(William Eaton, 1764년 2월 23일– 1811년 6월 1일)은 미국의 장교이자, 튀니지 영사 (1797–1803)를 역임한 인물이다. 그는 제1차 바르바리 전쟁에서 미국과 트리폴리 사이에 중요한 외교적, 군사적 역할을 했다. 그는 데르나 전투를 통해 해밋 카라만리 파샤의 복위를 지원하여 트리폴리의 신민 도시 데르나를 함락시킴으로써 외국에서 미합중국 최초의 군사적 승리를 이끌었다. 윌리엄 이턴은 또한 애런 버의 반역을 증언하기도 했다. 그는 매사츠세츠 주 의회에서 한 임기를 복역했다. 1811년 6월 1일 47세의 나이로 사망했다. 제2차 세계대전의 디스트로이어 이턴 함(USS Eaton, DD-510)은 그의 이름을 따서 명명된 것이다.

## 어린 시절
윌리엄 이턴은 코네티컷주 우드스탁에서 아버지 내대니얼과 새라(니 존슨) 이턴의 13 자녀 중 한명으로 태어났다. 그의 아버지는 중산층의 농부였으며, 그는 겨울에는 학교 교사로 일을 했다. 그 때문에 보통의 농부보다는 더 좋은 평을 받고 있었다. 이턴이 10살 때, 윌리엄의 가족은 코네티컷주 맨스필드로 이사를 했다. 그는 16세의 나이로 군대에 자원하기 위해 가출을 단행했다. 그리하여 1780년 대륙에 입대를 했고, 1783년까지 복무를 해서 19세의 나이에 상사의 계급을 얻게 되었다. 그는 버몬트주 윈저에서 교사로 일하며 대학교에 다닐 학비를 벌었다. 그리하여 1790년에 그는 다트머스 대학교를 졸업했다. 그와 그의 학우는 졸업식 대화에서 시적인 대화를 주고 받았다. 1791년에서 1792년까지 그는 버몬트 의회의 하원에서 서기로 일을 했다.
1792년 이턴은 재향군인회 대위직을 받아들였고, 티모시 대니얼슨 장군의 과부 엘리자와 결혼을 했다. 1795년 이턴은 자신과 헨리 가이더 중령과의 오해로 인해 군법회의에 회부되었다. 그 혐의는 부당이득을 취했다는 것과 살인 용의자를 풀어주었다는 것으로, 두 달간의 자격정지를 당했다. 기소에도 불구하고, 이턴은 그의 직무를 튀스지 영사로 임명은 받은 1797년 6월 11일까지 이행했다. 그는 그 영사 업무를 1801년 트리폴리와의 전쟁이 발발되기 전까지 수행했다. 다른 자료에 의하면, 그는 1803년에 영사직을 그만두었다고 전한다.

## 전기
- Adams, Henry. The History of the United States During the First Administration of Jefferson, Part II. Library of America. 2005 ISBN 1-4179-7065-0
- The Life of the Late General William Eaton: Principally Collected from his Correspondence and Other Manuscripts. Edited by Charles Prentiss. Printed by E. Merriam and Company, Brookfield, 1813